# Museum of Childhood (Edinburgh)

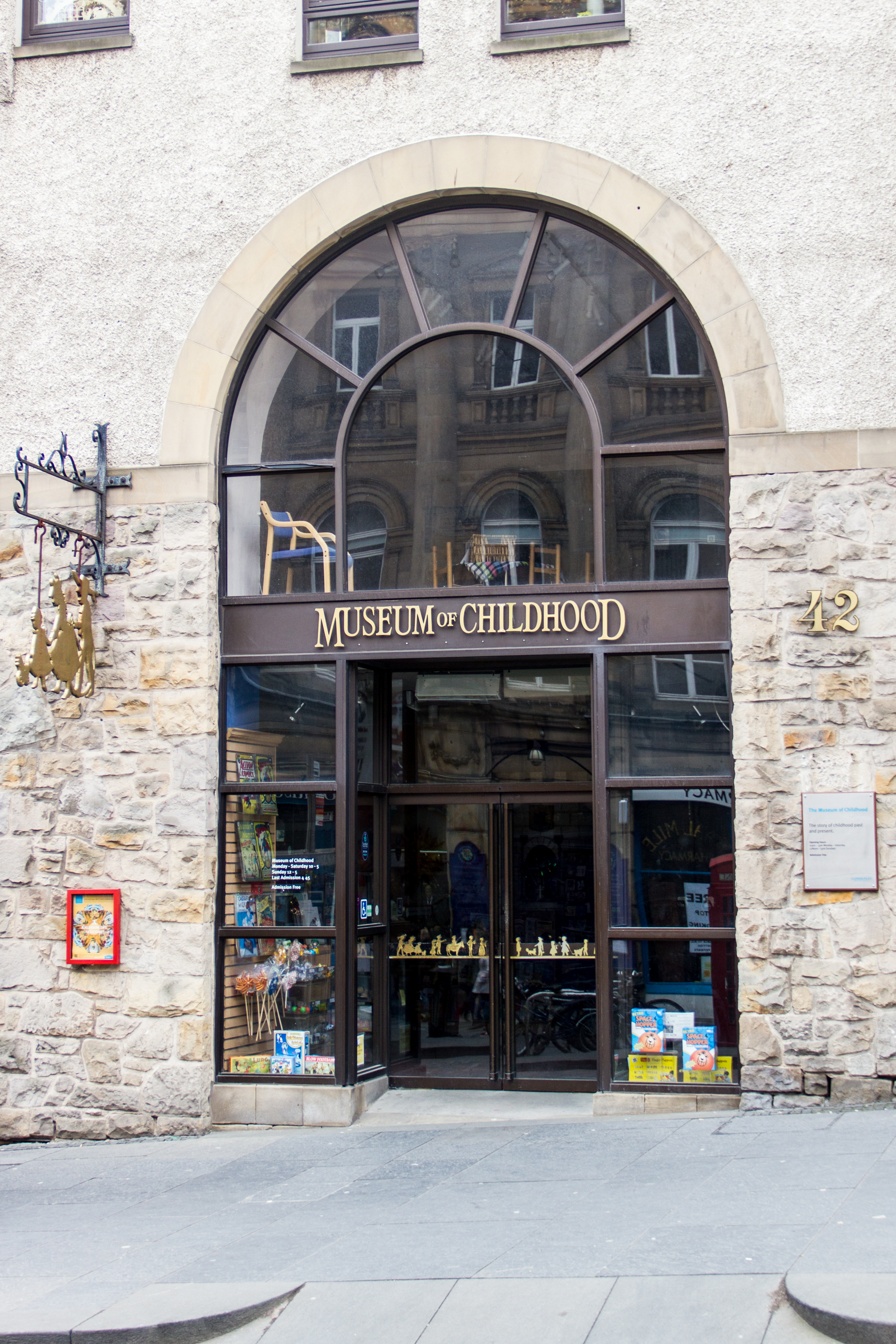
Der Eingang zum Museum of Childhood in Edinburgh

Das Museum of Childhood ist ein Museum für Kinderspielzeug und Spielwaren und befindet sich an der Royal Mile in Edinburgh, Schottland. Es wurde 1955 eröffnet und war das erste Museum der Welt, das sich auf die Geschichte der menschlichen Kindheit spezialisiert hat.
Die Sammlung, deren Exponate sich über einen Zeitraum vom 18. bis ins 21. Jahrhundert erstrecken, war ursprünglich das Werk von Patrick Murray, einem Ratsmitglied von Edinburgh und passionierten Sammler von Spielsachen und Kindheits-Memorabilia.
Das Museum befindet sich im Gebäude der ehemaligen Salvation Army’s hall an der Royal Mile und hat jährlich über 250.000 Besucher. Der Eintritt ist kostenlos.